# Copa FMF 2018 (Mato Grosso)
In 2018 werd de veertiende editie van de Copa FMF gespeeld voor voetbalclubs uit de Braziliaanse staat Mato Grosso. De competitie werd georganiseerd door de FMF en werd gespeeld van 23 september tot 11 december. Mixto werd de winnaar en plaatste zich zo voor de Copa do Brasil 2019.

## Eerste fase
| Plaats | Clu        | Wed. | W | G | V | Saldo | Ptn. |
| ------ | ---------- | ---- | - | - | - | ----- | ---- |
| 1.     | CEOV       | 6    | 4 | 1 | 1 | 10:5  | 13   |
| 2.     | Dom Bosco  | 6    | 3 | 1 | 2 | 7:5   | 10   |
| 3.     | Poconé     | 6    | 3 | 0 | 3 | 5:9   | 9    |
| 4.     | Mixto      | 6    | 2 | 0 | 4 | 9:6   | 6    |
| 5.     | União      | 6    | 2 | 0 | 4 | 4:7   | 6    |
| 6.     | Araguaia   | 6    | 0 | 0 | 6 | 0:13  | 0    |
| 7.     | Cuiabá (1) | 6    | 6 | 0 | 0 | 12:2  | -12  |

|  | Geplaatst voor tweede fase |

 (1): Cuiabá kreeg dertig strafpunten voor het opstellen van een niet-speelgerechtigde speler bij vijf wedstrijden

## Tweede fase
In geval van gelijkspel worden strafschoppen genomen, tussen haakjes weergegeven.
|  | halve finale | halve finale | halve finale | halve finale |  |           | finale | finale | finale | finale |
|  |              |              |              |              |  |           |        |        |        |        |
|  |              |              |              |              |  |           |        |        |        |        |
|  | Mixto        | 2            | 1            | 3            |  |           |        |        |        |        |
|  | CEOV         | 2            | 0            | 2            |  |           |        |        |        |        |
|  |              |              |              |              |  | Mixto     | 2      | 0      | 2 (3)  |        |
|  |              |              |              |              |  | Dom Bosco | 1      | 1      | 2 (2)  |        |
|  | Poconé       | 0            | 1            | 1            |  |           |        |        |        |        |
|  | Dom Bosco    | 2            | 0            | 2            |  |           |        |        |        |        |

## Kampioen
| Copa Federação Mato Grossense de Futebol de 2018 |
| Mato Grosso                                      |
| ------------------------------------------------ |
| CUIABÁ Kampioen (2e titel)                       |